# Praxedis Balboa
Praxedis Balboa Gójon (Ciudad Victoria, Tamaulipas; 1900-Ciudad de México 1980) fue un abogado y político mexicano, miembro del Partido Revolucionario Institucional. Ocupó los cargos de Diputado Federal, subdirector técnico administrativo de PEMEX y gobernador de Tamaulipas.

## Biografía
Hijo del doctor Praxedis R. Balboa y de la señora Eladia Gojón de Balboa, hermano de Enriqueta, Carolina y Eladia. Su abuelo materno Juan B. Gójon también fue gobernador del Estado de Tamaulipas. Estudió unos meses en el Instituto Literario del Estado de Tamaulipas, cerrado por la toma de la ciudad por los revolucionarios. De ahí partió a la ciudad de Monterrey, Nuevo León para ingresar al Colegio Civil y estudió la carrera de abogado en la escuela nacional de jurisprudencia de la Universidad Nacional. Ahí tuvo entre sus maestros a Antonio Caso, Manuel Gómez Morín, Alfonso Caso y dentro de sus compañeros a Xavier Villarrutia, José Gorostiza y Horacio Zúñiga.

## Carrera
Se inicia en la vida política con la fundación de un partido estudiantil en favor del general Plutarco Elías Calles en contra de don Adolfo de la Huerta. En 1924 trabaja como jefe del Departamento de Hacienda, Estadística y Catastro. El 1 de septiembre de 1928 ocupa un curul de diputado como integrante de la XXXIII Legislatura Federal donde estuvo dentro de los autores del primer código federal de trabajo. En el año de 1932 Emilio Portes Gil trató de volver a ser gobernador, pretensión a la que se opuso Plutarco Elías Calles con el que se solidarizó Balboa a él también aspirar a la gubernatura. En cada sucesión por la gubernatura de Tamaulipas siempre sonaba su nombre como posible candidato mientras se encontraba trabajando en la industria petrolera. Su candidatura se oficializó en 1962 por el Partido Revolucionario Institucional (PRI) y siendo elegido como gobernador de Tamaulipas del 5 de febrero de 1963 al 4 de febrero de 1969.
Durante su gubernatura se logró la Autonomía de la Universidad de Tamaulipas, se mejoraron muchas vialidades como el boulevard que atraviesa Ciudad Victoria que actualmente lleva su nombre y en Tampico se construyó el Estadio Tamaulipas. Falleció en 1980 en la Ciudad de México